# Zouheir Elgraoui
Zouheir Elgraoui (Arabisch: زهير لكراوي) (Casablanca, 1 juli 1994) is een Marokkaans volleyballer en beachvolleyballer. In die laatste discipline werd hij met Mohamed Abicha drie keer Afrikaans kampioen en won hij een zilveren medaille bij de Afrikaanse Spelen. Daarnaast nam hij eenmaal deel aan de Olympische Spelen.

## Carrière

### Zaal
Elgraoui speelt in de zaal als hoekaanvaller en volleybalde tussen 2010 en 2018 onder meer in Marakko, Qatar en Libië voordat hij in 2019 de overstap naar de Franse Ligue A maakte. Hij speelde een seizoen voor Stade Poitevin in Poitiers en een seizoen voor Tours. Met de nationale ploeg won hij in 2013 en 2015 de bronzen medaille bij het Afrikaans kampioenschap en eindigde hij in 2019 als vierde bij de Afrikaanse Spelen in eigen land.

### Beach
Sinds 2017 is hij internationaal actief als beachvolleyballer en vormt hij voornamelijk met Mohamed Abicha een team. Het eerste jaar debuteerden ze met een vierde plaats in Agadir in de FIVB World Tour, wonnen ze in Maputo de Afrikaanse kampioenschappen en namen ze deel aan de wereldkampioenschappen in Wenen. In 2019 verdedigde het duo in Abuja hun titel tegen de Rwandezen Patrick Kavalo en Olivier Ntagengwa en won het de zilveren medaille bij de Afrikaanse Spelen in Rabat achter het Gambiaanse tweetal Sainey Jawo en Mbye Babou Jarra. Bovendien behaalden ze het brons bij de Afrikaanse Strandspelen in Salé. Bij de WK in Hamburg strandde het tweetal na drie nederlagen in de groepsfase. In de nationale competitie boekten ze verder zeven overwinningen. Via het continentale kwalificatietoernooi plaatsten Elgraoui en Abicha zich in 2021 voor de Olympische Spelen in Tokio. Daar was de groepsfase na drie nederlagen het eindstation. Het jaar daarop eindigde het duo als negende bij het Challenge-toernooi van Agadir in de Beach Pro Tour – de opvolger van de World Tour. Bovendien werden ze voor de derde keer op rij Afrikaans kampioen door de Mozambikanen Ainadino Martinho en Jorge Monjane in de finale te verslaan. In de binnenlandse competitie waren ze verder goed voor zeven overwinningen.

## Palmares
Zaal
- 2013:  Afrikaans kampioenschap
- 2015:  Afrikaans kampioenschap

Beach
- 2017:  Afrikaanse kampioenschappen
- 2019:  Afrikaanse kampioenschappen
- 2019:  Afrikaanse Strandspelen
- 2019:  Afrikaanse Spelen
- 2022:  Afrikaanse kampioenschappen